# Прапор Манітоби
Прапор Манітоби — один з провінційних символів канадської провінції Манітоба. Офіційний провінційний прапор Манітоби затверджено Законодавчою палатою провінції Манітоби 11 травня 1965; рішення апробовано Королевою Єлизаветою II в жовтні 1965.  Перше урочисте офіційне піднесення прапора відбулося у день 12 травня 1966 у провінційному центрі та столиці Манітоби місті Вінніпег.
Прапор Манітоби — варіант «червоної емблеми» (англ. Red Ensign) Великобританського флоту. Манітоба й Онтаріо постановили надалі користуватися приміненою «червоною емблемою» як провінційним прапором навіть після того, як її заміщено новим всеканадським державним прапором у 1964.
Пропорція полотнища прапора 2:1; герб Манітоби у правій частині полотнища.

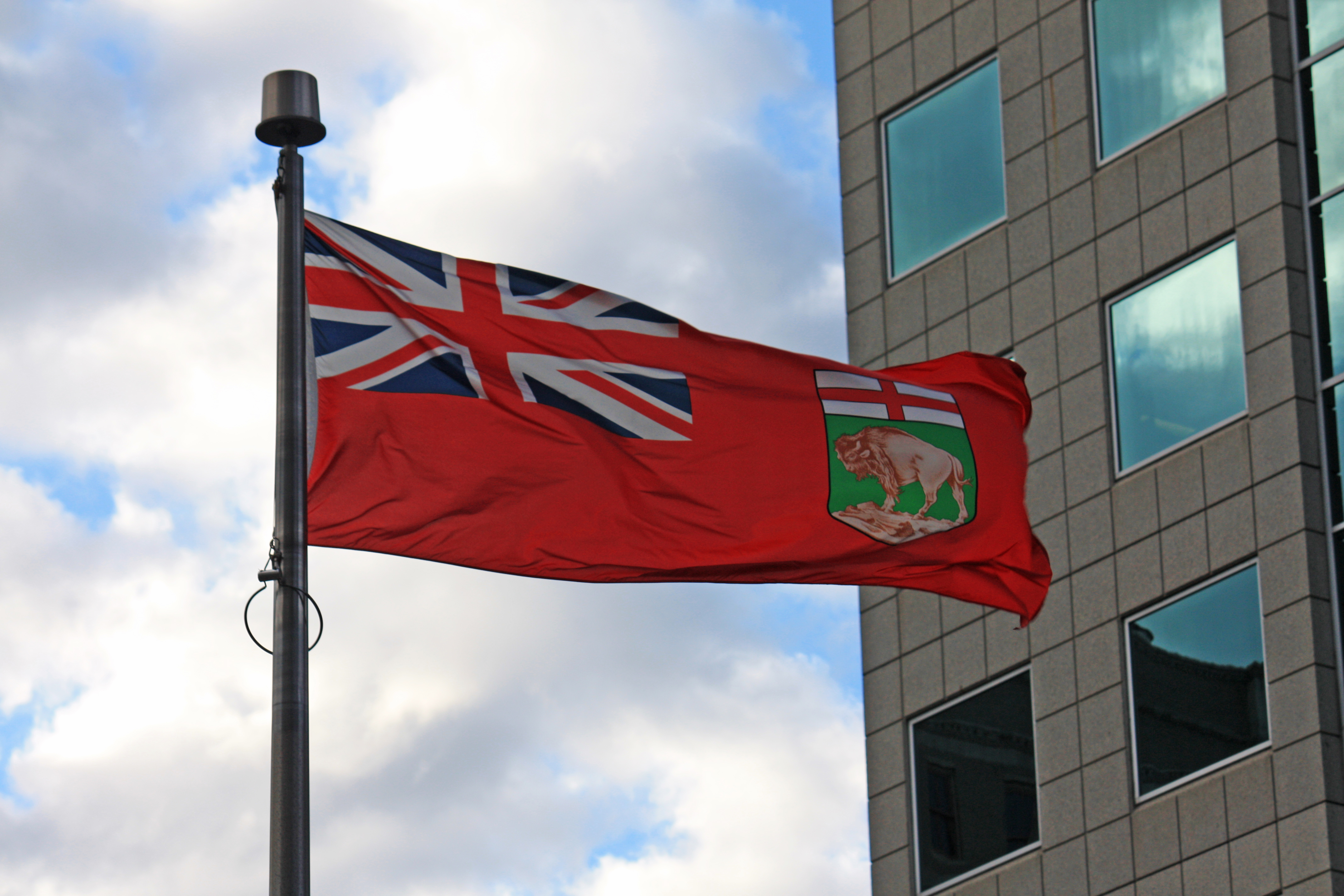
Прапор Манітоби в центрі міста Вінніпег

## Джерело
- Franco, Guida (2006). Canadian Almanac & Directory 2006. Toronto: Micromedia ProQuest. ISBN 1-895021-90-1. (англ.)